# ثيودور ي. وو
ثيودور ي. وو (بالإنجليزية: Theodore Y. Wu)‏ هو مهندس وأستاذ جامعي أمريكي، ولد في 20 مارس 1924 في تشانغتشو في الصين.